# Heute im Stadion (Bayerischer Rundfunk)
Heute im Stadion ist eine deutsche Hörfunk-Sportsendung im Bayerischen Rundfunk.
Die Sendung wird seit Mai 1964 ausgestrahlt und aktuell auf Bayern 1 gesendet.
An Spieltagen der Fußball-Bundesliga erfolgt eine Live-Berichterstattung aus allen Stadien  mit prominenten Gästen im Studio, die das Spielgeschehen kommentieren und analysieren. Die Bundesligakonferenz ist ein Teil der Sendung.
Die Sendung gilt heute als Kult und zählt zu den ältesten fortlaufenden Sportübertragungen in Deutschland.
Langjähriger Moderator war Fritz Hausmann.